# Col·lèter
Un col·lèter en botànica, és una estructura secretora pluricel·lular, formada per un nucli parenquimàtic envoltat per una o dues capes de cèl·lules epidèrmiques, adoptant les cèl·lules de la capa exterior una disposició columnar (en estacada). No tenen feixos vasculars. Solen adoptar aspecte d'emergències (tricomes), estrets basalment (amb aspecte claviforme), freqüentment formant grups o flocs situats en diferents parts d'algunes plantes, per exemple, en les esquames que cobreixen les gemmes hivernants de les espècies del gènere Aesculus (castanyers d'Índies), a les estípules d'algunes rubiàcies, a les vores o els limbes foliars, a les bràctees, bracteoles, calzes o corol·les florals d'altres angiospermes. El terme col·lèter prové del grec κόλλα (cua) i la terminació -èter com a urèter. Els col·lèters poden ser de diversos tipus:
- estàndard o tipus S: amb aspecte de pèl claviforme;
- dendroïde o tipus D: amb aspecte ramificat; i
- penicil·lat o tipus B: amb aspecte de pinzell.

Actuen com a protectors addicionals de les zones amb teixits meristemàtics. Per a això, el seu producte de secreció, el mucílag, a més de polisacàrids, conté diverses proteïnes d'acció enzimàtica protectora, com a quitinases, β-1,3-glucanases i polifenoloxidases, que poden danyar els components químics de microorganismes atacants.